# 皮埃尔·德·龙萨

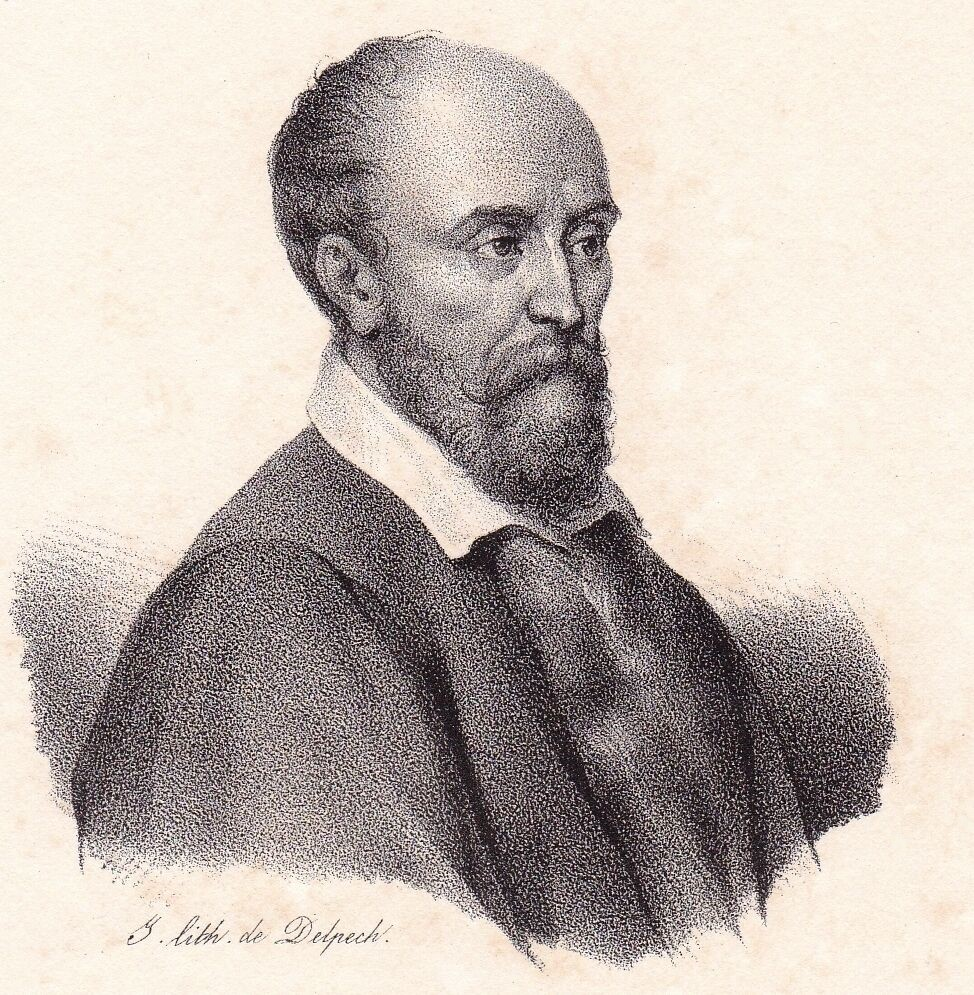
皮埃尔·德·龙萨

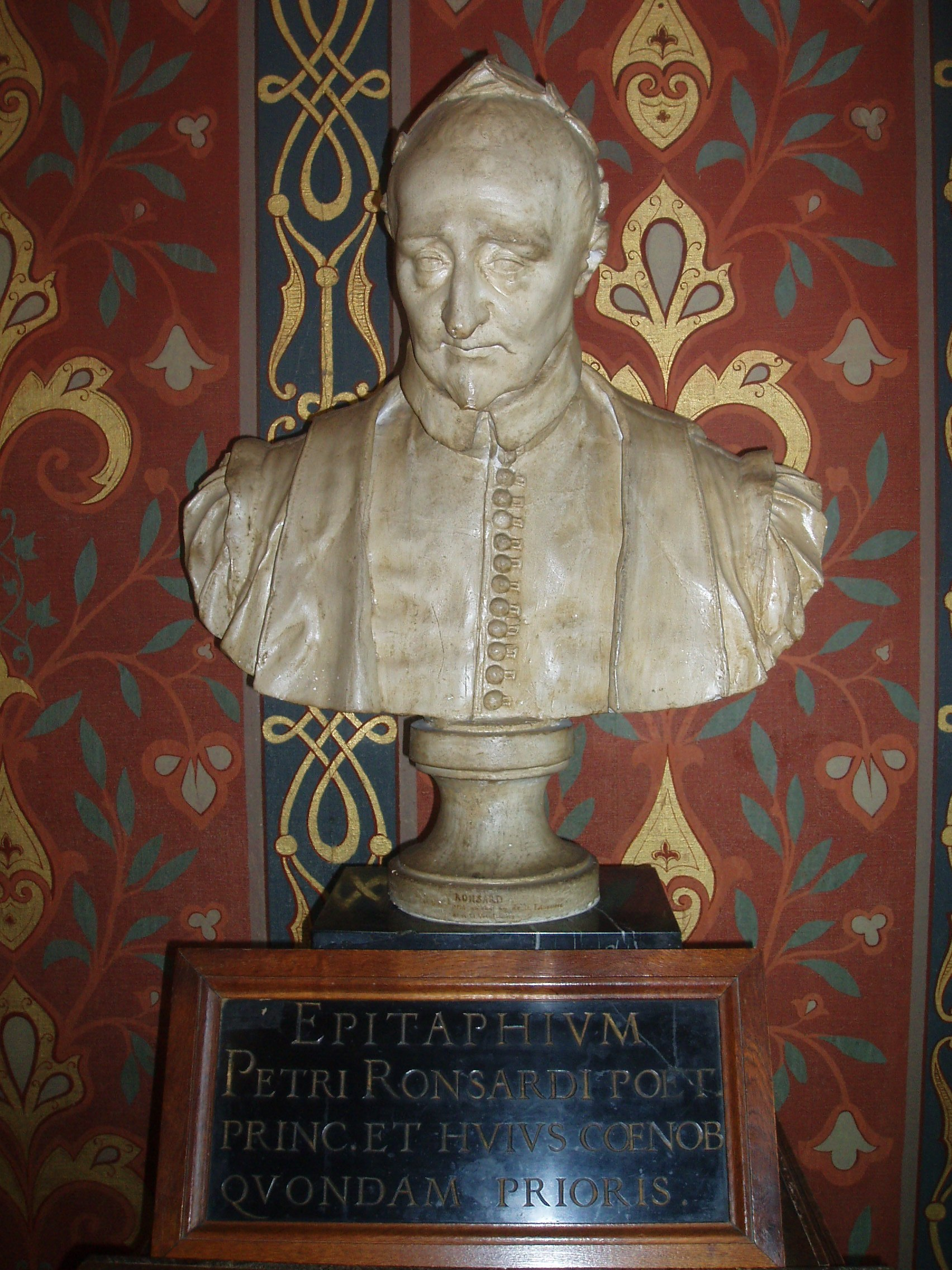
皮埃尔·德·龙萨半身像

皮埃尔·德·龙萨（法語：Pierre de Ronsard，法語發音：[pjɛʁ də ʁɔ̃saʁ]；1524年9月11日—1585年；又译作龙沙)，法國詩人。十九岁时成为了一名神职人员。在这位本来一心侍奉神的少年情窦初开的时候，出于对美丽的卡桑德尔·萨尔维亚蒂（Cassandre Salviati）的爱慕，龙萨开始了爱情诗的创作。他在1552年为自己的女神写下了著名的十四行诗《爱情》。因为作品大获成功，龙萨从此便被承认了作家的身份，并被公认为卓越的爱情诗人。

## 生平
1524年，龙萨出生在旺多姆一个古老的贵族家庭，是家中最小的儿子。起初他想从事军事或外交方面的工作，于是早早离开家，进宫成为一名侍从，侍奉国王的孩子。随后，他成为外交官拉扎尔·巴伊夫（Lazare de Baïf）的秘书。Baïf是当时最伟大的人文学者之一，他还把年轻的龙萨介绍给他熟识的大师们。
然而一场疾病夺去了龙萨的听力，他被迫告别军事和外交生涯。他结识了当时另一位文人雅克·佩勒捷（Jacques Peletier），后者帮助他出版了第一首诗。他和约阿希姆·杜·贝莱一同进入孔克雷学院（collège de Coqueret），跟随当时的大师让·多拉（Jean Dorat）学习希腊语。1549年4月，多拉的学生们在杜·贝莱的号召下共同起草了《保衛與發揚法蘭西語言》。
龙萨的情诗最初写给卡桑德尔·萨尔维亚蒂。1545年，他在宫廷里遇到年方十三岁的她。七年后，他根据回忆写了这些美妙的诗句。后来，他在安茹的布尔格伊地区遇到了法王亨利三世摯愛的美女玛丽·克莱弗（Marie de Clèves）。1574年玛丽年仅21岁就去世了，于是亨利国王命令龙萨为她创作情诗。1555和1556年，他另外写出了《颂歌》（les Hymnes）和《颂歌Ⅱ》（le Second Livre des Hymnes）。

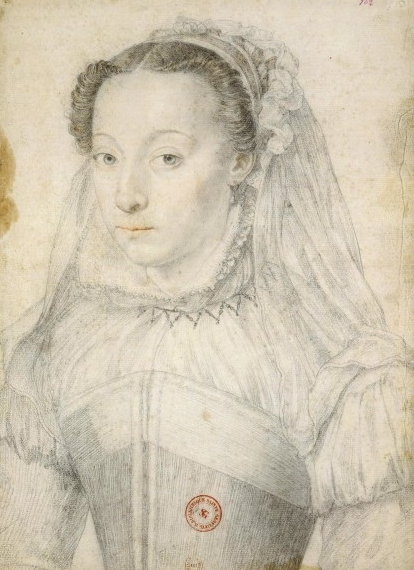
玛丽·克莱弗

龙萨仍然具有宫廷诗人和时代喉舌的身份，他于1562年出版了《时艰录》，并于1563年出版了续集。
1574年5月，查理九世去世，新国王亨利三世更青睐年轻的菲利普·德波特（Philippe Desportes）。1575年，龙萨因病退休。1578年，为了向竞争对手德波特证明他才是真正的“诗歌王子”，龙萨出版了《悼玛丽》，其中融合了他对早逝的玛丽和二十年前的缪斯卡桑德拉的感情。《致伊莲娜的十四行诗》是应王后的要求创作的，她的随从埃莱娜·德·叙热尔（Hélène de Surgères）正因未婚夫去世而悲伤不已。这两部诗集被誉为龙萨最感人的作品。
1585年12月，龙萨去世。两个月后巴黎为他举办了隆重的哀悼仪式，向这个当时最伟大的诗人献上最后的致意。

## 创作年表
1550 《颂诗四卷》Quatre Premiers Livres des Odes
1552 《爱情》Les Amours
1554 《小树林》le Bocage；《杂诗集》les Mélanges
1555 《爱情续集》la Continuation des Amours；《颂歌》les Hymnes
1556 《爱情再续》la Nouvelle Continuation des Amours；《颂歌Ⅱ》le Second Livre des Hymnes
1562 《时艰录》le Discours des misères de ce temps
1563 《时艰录续集》la Continuation du Discours des misères；《对辱骂和诽谤的回应》Réponse aux injures et calomnies
1572 la Franciade
1578 《悼玛丽》Sur la mort de marie；《致伊莲娜的十四行诗》Sonnets pour Hélène；《爱情Ⅱ》le Second Livre des Amours

## 外部連結
- Biography, Bibliography, Analysis （法文）
- Podcast: Audio reading of the poem «Je n'ai plus que les os» （法文）
- Background and digital facsimiles of rare editions of Ronsard's works （页面存档备份，存于） At the University of Virginia's Gordon Collection